# جرج فردریک چارلز سرل
جرج فردریک چارلز سرل (انگلیسی: George Frederick Charles Searle؛ ۳ دسامبر ۱۸۶۴ – ۱۶ دسامبر ۱۹۵۴) فیزیکدان و آموزگار بریتانیایی بود. او همینطور در رقابت‌های دوچرخه‌سواری زمانی که در دانشگاه کمبریج بود، شرکت می‌کرد. سرل در اوکینگتون، کمبریج‌شر، انگلستان زاده شد. پدر او ویلیام جرج سرل بود.